# ノウ・ナッシング

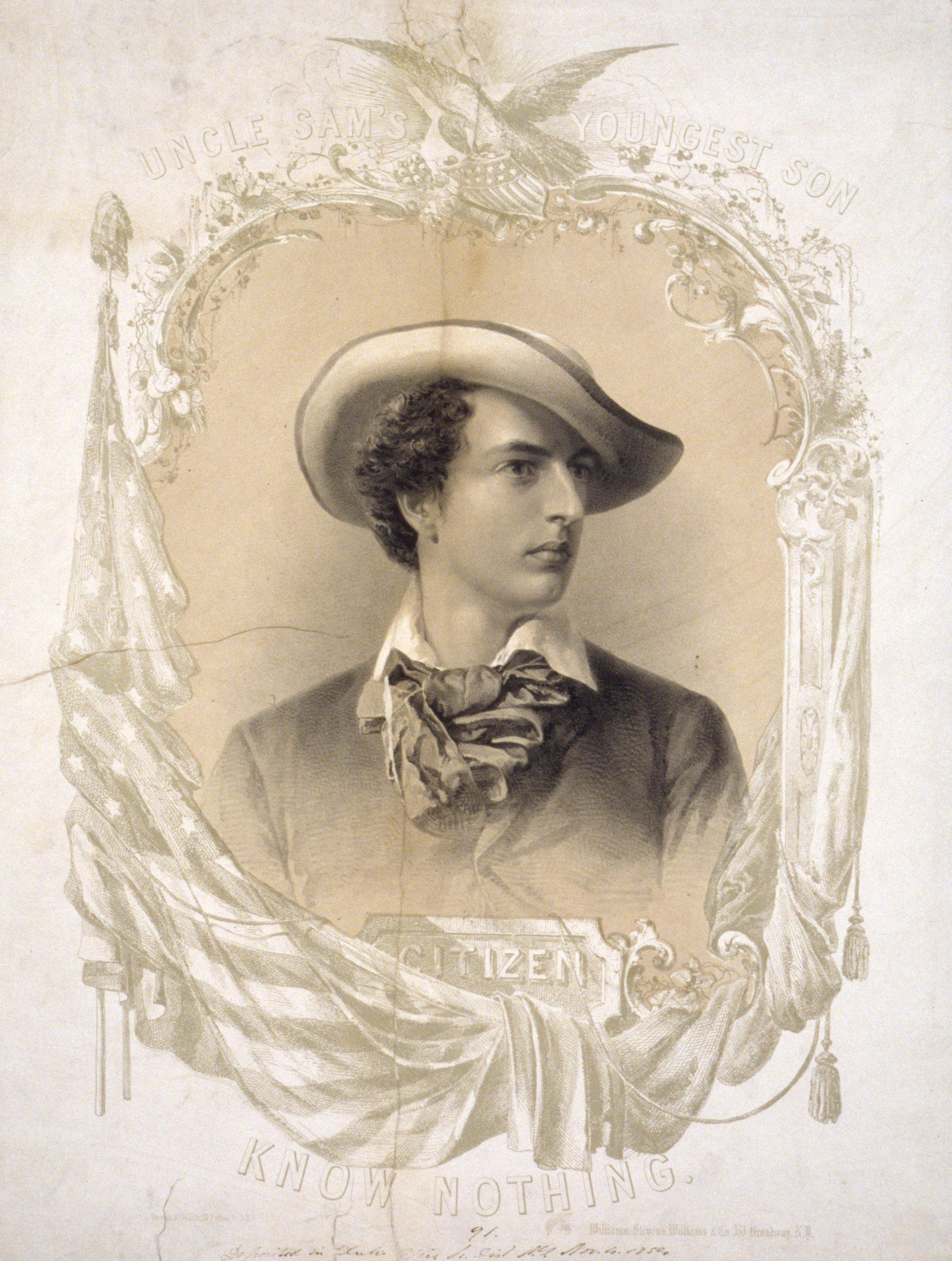
市民ノウ・ナッシング
ノウ・ナッシングの理想とする外国人排斥者のイメージ

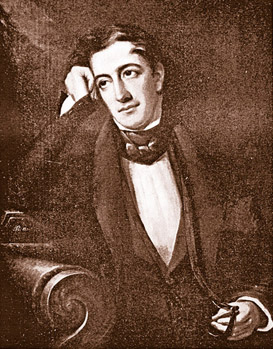
アメリカン党の創設者ルイス・チャールズ・レヴィン

ノウ・ナッシング（英: Know Nothing）は、1850年代に外国人排斥を掲げたアメリカ合衆国の政治的会派による運動の名称であり、政党名あるいは団体名として使われることもある。その訴えたものは移民の政治的抑制と反カトリック教会感情であり、時として標的にした集団に対する暴力沙汰を起こした。当時、非常に多くのドイツ系やアイルランド系のカトリック教徒移民がアメリカ合衆国に渡っていたので、一般大衆の頭には、これら移民によって国内が席捲されてしまうという恐怖があった。これら移民は、アメリカ合衆国の共和主義の価値観に敵対し、ローマの教皇によって操られていると見なされることが多かった。ノウ・ナッシングの活動は1854年から1856年にかけて盛り上がり、移民の入国や帰化を抑制しようとしたが、ほとんど成功しなかった。運動に参加した者達はイギリス系の血を引くプロテスタントの男性に限られていた。著名な指導者は居らず、大部分が中流階級だった。当時の政治的問題の焦点だった奴隷制度への対応で分裂した。
外国人排斥主義者は1843年のニューヨーク州で、「アメリカ共和党」として政治活動を行うようになり、ユダヤ人のルイス・チャールズ・レヴィンが党のリーダー兼主任スポークスマンだった。「ネイティブ・アメリカン党」として周辺の州に広がり、アメリカ合衆国生まれの白人に訴えて、1844年の選挙では数千票を集め、レヴィンは下院議員として当選した。しかし、歴史家のタイラー・アンバインダーは、「ネイティブ・アメリカン党」が1850年代の選挙でノウ・ナッシングとは別の候補を立てたので、同じ会派と見るべきではないと警告している。
1850年代前半、多くの反カトリック教会秘密結社が登場し、その中でも「オーダー・オブ・ユナイテッド・アメリカン」と「オーダー・オブ・スター・スパングルド・バナー」が重要な存在になった。彼等は1850年代前半のニューヨーク州で秘密結社として合流し、急速にアメリカ合衆国北部中に広がり、特に中流の下の階級あるいは熟練労働者が多かったプロテスタントの間に浸透した。部外者が彼等のことを「ノウ・ナッシング」と呼んだので、その名称が定着した。1855年、ノウ・ナッシングは「アメリカン党」の名称で初めて政治の世界に入った。「ノウ・ナッシング」の語源は党の半秘密的組織の中にあった。党員がその活動について問われたときに、"I know nothing"（何も知らない）と答えることが期待されたからだった。

## 歴史

### 潜在した問題
1830年から1860年の間に非常に多くのドイツ系やアイルランド系のカトリック教徒がアメリカ合衆国に移民として渡ったことによって、カトリック教徒とプロテスタントの間の宗教的違いが政治問題となり、ヨーロッパにおける両教徒間の紛争を写すような緊張関係が生まれた。選挙を巡って暴力沙汰が起こることもあった。
カトリック教徒はその聖職者とは政治的に独立であると主張していたが、プロテスタントは教皇ピウス9世がヨーロッパの1848年革命を鎮圧させたので、自由主義、民主主義および共和制の敵だと主張していた。あるボストンの牧師はカトリック教会のことを「専制政治の同盟者、物質的繁栄の反対者、倹約の敵、鉄道、党員集会および学校の敵」と表現していた。教皇自ら選出し、教皇に従順なアイルランド人司祭によって管理されるカトリック教徒が次々とアメリカ合衆国に流入することで、教皇はアメリカ合衆国を従属させようとしている、という教皇陰謀説が流れて、その恐怖感が拡大した。1849年、誓いによって結束された秘密結社であるオーダー・オブ・スター・スパングルド・バナーがニューヨーク市で、チャールズ・B・アレンによって結成された。これがアメリカン党に幾つかあった部隊の中核になった。
カトリック教徒移民に対しての恐怖があったことは、多くの都市の指導者がアイルランド系カトリック教徒だった民主党には不満だった。活動家達は秘密の集団を作り、投票を操作して、自分達に同調する候補者に重み付けした投票をさせていた。党員はその秘密組織について尋ねられたときに、「私は何も知らない」と答えるようになっており、そのことで世に「ノウ・ナッシング」と呼ばれるようになった。この運動は1855年にシカゴからボストンまでの主要都市における選挙で勝利し、マサチューセッツ州議会を制し、同州知事にも当選した。

### 興隆
1854年春、ノウ・ナッシングはボストン市、セイラム市などニューイングランドの都市を制した。1854年秋の選挙ではマサチューセッツ州議会を制し、その最大の勝利となった。フィラデルフィア市長選に出馬したホイッグ党の候補者ロバート・T・コンラッドは、間もなくノウ・ナッシングのメンバーであることが分かった。コンラッドは、犯罪率を下げること、日曜日には酒場を閉めること、およびアメリカ生まれの者を役職者に指名することを約束した。コンラッドは地滑り的勝利を掴んだ。ワシントンD.C.では、ノウ・ナッシングの候補者ジョン・T・タワーズが現職のジョン・ウォーカー・モーリーを破り、首都における民主党、ホイッグ党、自由土地党が「反ノウ・ナッシング党」として団結したものに対抗できることを示した。ニューヨーク州では、四つどもえの選挙の中で、ノウ・ナッシング候補者は投票総数の26％を獲得して第3位になった。1854年秋の選挙以後、メイン州、インディアナ州、ペンシルベニア州およびカリフォルニア州ではかなりの影響力を及ぼしたとしているが、党の秘密性に加えて、党内が混乱していたこと、反奴隷制度と禁酒の問題が外国人排斥の問題と複雑に絡み、混同されたことのために、これを疑問視する歴史家もいる。ノウ・ナッシングはサンフランシスコ市長スティーブン・パルフレイ・ウェブとカリフォルニア州知事J・ニーリー・ジョンソンを当選させた。この時点でも中央組織がなく、非公式の運動だった。1854年の選挙の結果はノウ・ナッシングにとって好ましいものだったので、公式には「アメリカン党」と呼ぶ政党を結成し、当時は解散しかかっていたホイッグ党の元党員や民主党と禁酒運動家のかなりのメンバーを入党させた。アメリカン党の党員数は、この年の数か月の間に5万人から推計100万人以上にまで劇的に増加した。
この頃政党に対する忠誠心が混乱していたので、同一人がアメリカン党、民主党および共和党の候補者に投票することもあった。これと時期を同じくして、北部の多くの州では新しい共和党が大きな勢力を持って出現した。アメリカン党の場合は著名な政治家が少なく、指導者もあまり政治経験が無かった。大きな例外はインディアナ州のスカイラー・コルファクスとマサチューセッツ州のヘンリー・ウィルソンであり、どちらも共和党員になって、副大統領に選ばれた。
ノウ・ナッシングについてある歴史家は次のように結論づけている。
1854年、アメリカン党の党員がワシントン記念塔にピウス9世が寄付した花崗岩の塊を盗み破壊したとされている。また記念塔の建設協会を乗っ取り、4年間支配した。その間に生じた遅れを取り戻し、修復する必要があった（詳細はワシントン記念塔#建設を参照）。
1854年のカリフォルニア州では、サム・ロバーツがサンフランシスコでノウ・ナッシングの支部を作った。この集団は中国とアイルランドからの移民に反対して結成された。

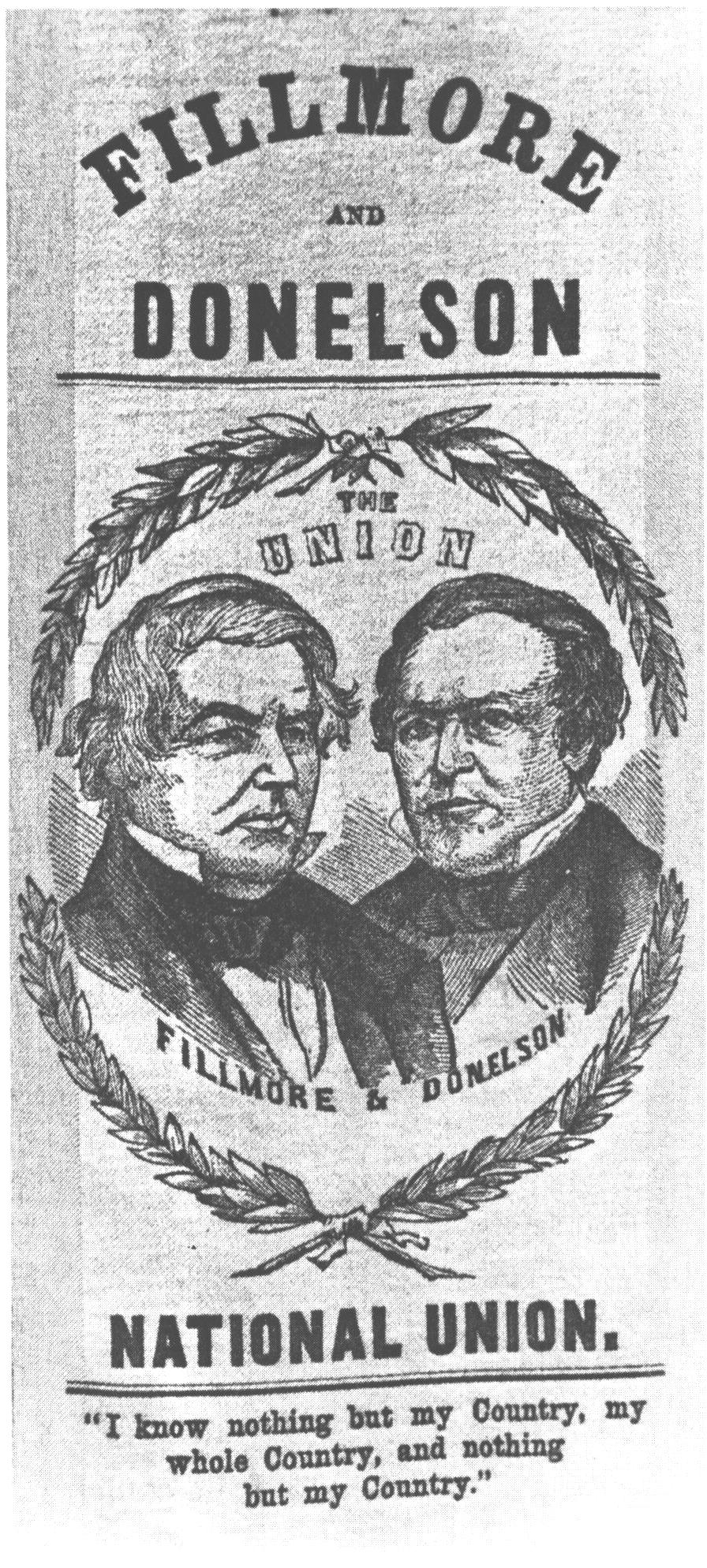
ミラード・フィルモア/アンドリュー・ドネルソンの選挙ポスター

1855年春、リーバイ・ブーンがノウ・ナッシングとしてシカゴ市長に選出された。ブーンは市の職から全ての移民を閉め出した。しかし、州全体を見ると共和党のエイブラハム・リンカーンがそれ以上の成功を阻止した。オハイオ州は1855年にノウ・ナッシングが勢力を得た唯一の州だった。オハイオ州での成功は移民、特にドイツ系ルーテル派信徒とスコットランド・アイルランド系長老派教会員の支持を得たことから来ており、これらの教徒はカトリック教徒に対抗していた。アラバマ州のノウ・ナッシングは、元ホイッグ党員、反体制派民主党員およびその他政治的アウトサイダーの混成であり、鉄道建設を州が助成することに賛成していた。大荒れの1855年選挙では、アラバマ・ノウ・ナッシングでは北部の奴隷制度反対論者から奴隷制度を守れないと、民主党が州内有権者を説得することで勝利できた。
ノウ・ナッシングは1854年の北部州選挙では驚くべき勝利を収め、マサチューセッツ州議会を制し、ペンシルベニア州では投票総数の40％を獲得していた。新しい移民の大半は北部州に居住していたが、彼等に対する不満と怒りは全国的なものであり、アメリカン党は南部でも元ホイッグ党員の多くの票を得て、当初は選挙をうまく戦った。
ノウ・ナッシングに富裕な者は少なかったが、ある歴史家が元党員の名簿を詳細に研究した結果によると、その収入、職業、社会的地位は平均的なものだった。10％未満の者が非熟練労働者であり、アイルランドからの労働者と直接競合する関係にあった。ノウ・ナッシングは農夫をほとんど入れなかったが、一方で多くの商人や工場経営者を入会させた。党に投票するのは全てがアメリカ合衆国の生まれとは限らなかった。というのも多くの州レベル選挙では、ドイツやイギリスのプロテスタントのうち4分の1以上から得票していたからだった。特にルーテル派、オランダ改革派および長老派教会にアピールしていた。
党の名前は幅広いが短期間の人気を得た。外国人排斥主義は新しいアメリカの流行となり、ノウ・ナッシング・キャンディ、ノウ・ナッシング・ティー、ノウ・ナッシング爪楊枝まで現れた。駅馬車には「ザ・ノウ・ナッシング」という渾名が付いた。メイン州トレスコットの船主は、新しい700トン貨物船に「ノウ・ナッシング」と命名した。
ノウ・ナッシングは時として同時代人から、多少軽蔑的に短縮した「ケイニズム」（"Knism"）と呼ばれることがあった
。

### 暴力行為
地方の活動家は、カトリック教徒が投票所を非市民で溢れさせることを怖れ、彼等を脅して止めようとした。この緊張関係は1855年8月6日のケンタッキー州ルイビルで頂点に達した。ケンタッキー州知事を目指す激しい選挙戦の中で、22名が殺され、多くが負傷した。このルイビル暴動は1855年にノウ・ナッシング活動家とカトリック教徒の間に起こった唯一で最も甚だしい暴動となった。
ボルティモア市では1856年、1857年および1858年の市長選挙がすべて、暴力行為と投票操作に関する根拠ある告発で台無しになった。
メイン州では、1851年に海岸町エルスワースで起こったカトリック教会聖職者ジョン・バプストのリンチ、および1854年にバスで起こったカトリック教会焼き討ちにノウ・ナッシングが関わっていた。

### 南部
南部にはほとんどカトリック教徒が居らず、元ホイッグ党員で構成されたアメリカン党は、支配力の強い民主党との対抗手段を求めていた。南部のノウ・ナッシング、すなわち元ホイッグ党員は、民主党の奴隷制度擁護極論派と北部での反奴隷制度共和党の出現の双方を心配していた。南部のアメリカン党は概して、元の連邦主義ホイッグ党の間で強かった。州権ホイッグ党がそれを避けており、そのことで民主党は南部の大半で勝利することができていた。ホイッグ党は民主党を破りたいという願望、連邦主義の感情、反移民の姿勢およびノウ・ナッシングが奴隷制度問題では中立であったことで、アメリカン党を支持した。1855年、アメリカン党は民主党支配に挑戦した。アラバマ州では善戦したが、結局選挙では敗れ、その後間もなくノウ・ナッシングのアメリカン党は解散した。
ルイジアナ州とメリーランド州では、ノウ・ナッシングがカトリック教徒も受け入れた。しかし、歴史家のマイケル・F・ホルトは、「ノウ・ナッシングは北部で広がったのと同じ理由で南部でも当初は成長した。すなわち外国人排斥主義、反カトリック教会および鈍感な政治屋に対する反感であり、保守的な連邦主義が理由では無かった。」と論じている。元テネシー州知事のウィリアム・B・キャンベルが1855年1月に「私は彼等の原理に賛成する感情が広がっていることに驚いている、すなわち国粋主義と反カトリック教会であり、それがどこでも見られる」と記しているのを引用した。

### 衰退

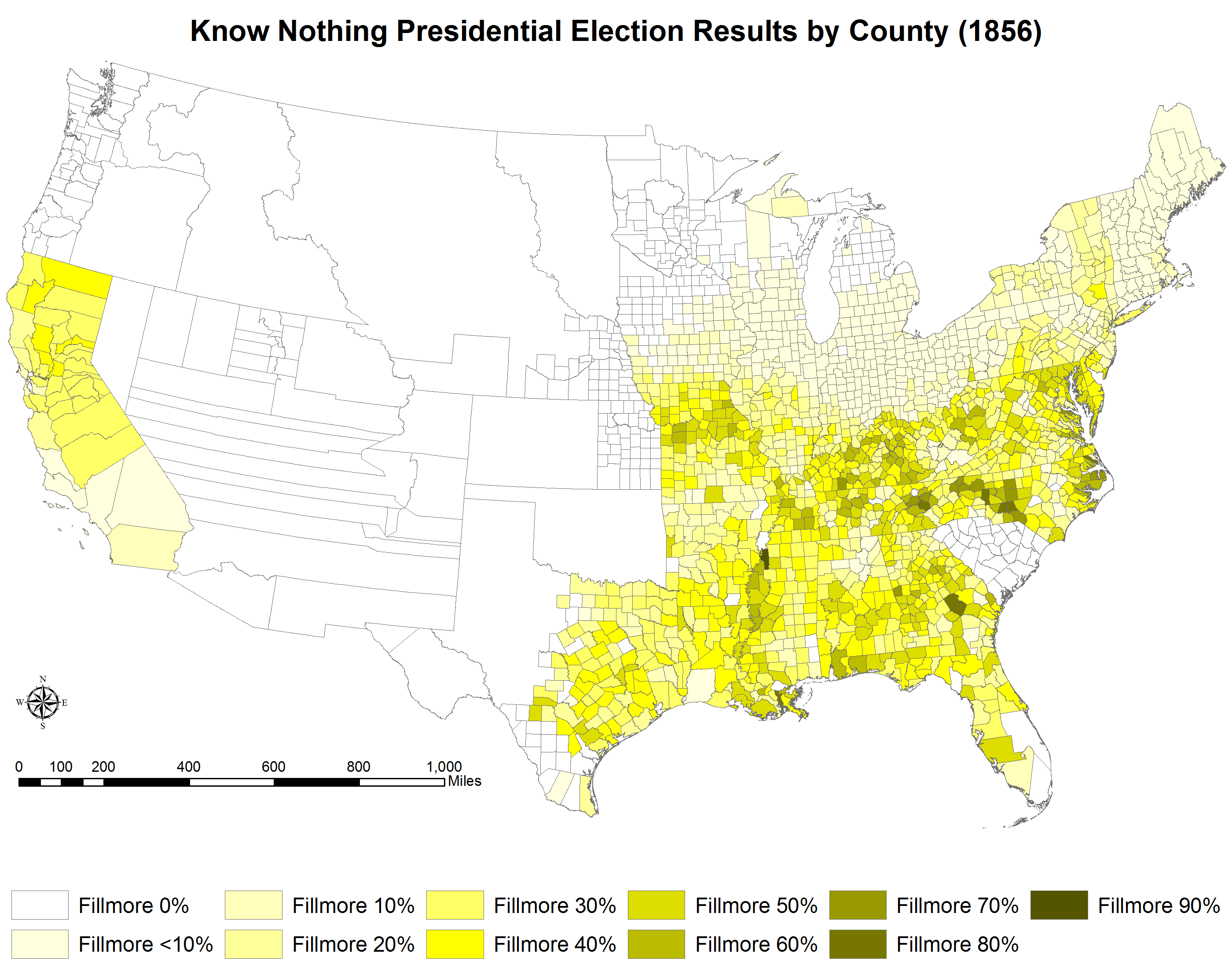
郡単位でミラード・フィルモアに投票された比率を示す

1855年が終わるとノウ・ナッシングは急速に衰退した。1856年アメリカ合衆国大統領選挙では、奴隷制度の問題で分裂した。主流派は大統領候補にミラード・フィルモア、副大統領候補にアンドリュー・ジャクソン・ドネルソンという組み合わせを支持した。元大統領のフィルモアは元ホイッグ党員であり、ドネルソンは民主党のアンドリュー・ジャクソン大統領の甥だったので、二大政党に忠実な者にも訴える力があると考えられた。一般選挙では投票総数の23％を獲得したが、制した州はメリーランド州1州のみであり、選挙人は8人に留まった。この選挙では民主党のジェームズ・ブキャナンが当選した。
1857年に「ドレッド・スコット対サンフォード事件」の最高裁判所判決が出ると、アメリカン党の反奴隷制度党員は共和党に合流した。奴隷制度擁護派は幾つかの南部州の地方や州のレベルでは強さを保ったが、1860年アメリカ合衆国大統領選挙の時にはもはや全国レベルの政治力を持っていなかった。党に残っていた者達はこのとき立憲統一党を支持した。

## 綱領
アメリカン党の綱領は次のようなものだった。:
- 移民、特にカトリック国からの移民の厳しい制限
- 政府役人に就任する者は、イングランドあるいはスコットランド系でアメリカ合衆国生まれ、かつプロテスタント宗派に限定すること
- 移民が市民権を得るまでに21年間の待機期間を義務づけること
- 公立学校の講師をプロテスタントに限定すること
- 公立学校で毎日聖書を読むことを義務づけること
- 酒類の販売を規制すること
- 英語以外の言語の使用を規制すること

## 遺産

### フィクションの世界
2002年の映画『ギャング・オブ・ニューヨーク』では、ノウ・ナッシングの実在指導者ウィリアム・プールをモデルにしたウィリアム・"ビル・ザ・ブッチャー"・カッティング（ダニエル・デイ＝ルイス）がアメリカン党を率いている。ノア・ゴードンが著した歴史小説『シャーマン』では、ノウ・ナッシングが重要な役割を演じている。

### ノウ・ナッシングという言葉の使用
ノウ・ナッシングという言葉は党そのものよりも記憶されている。ノウ・ナッシング運動の外国人排斥という考え方は、1920年代のクー・クラックス・クランや、1890年代のアメリカ保護協会のような政治的な動きで復活した。
19世紀後半の1890年、民主党はウィスコンシン州でのベネット法（公立学校の教育に英語を強制した）に関する運動をしたときに、ドイツ系アメリカ人からの票を確保するために、共和党のことを「ノウ・ナッシング」と呼ぶことになった。類似した文化戦争は1892年のイリノイ州で、民主党のジョン・ピーター・アルトゲルドが共和党を次のように非難した時にも起こった。
ノウ・ナッシングという言葉は挑発的な言葉となってきており、敵が外国人排斥主義で無知であることを暗示している。1968年の大統領選挙でアメリカ独立党候補のジョージ・ウォレスは「ネオ・ノウ・ナッシングの旗」の下にいると雑誌「タイム」から言われた。編集者ファリード・ザカリアは、「アメリカ人が外国人を怖れるよう奨励した」政治家は、「ノウ・ナッシングの現代への生まれ変わり」になっていると語っていた。保守派ウィリアム・クリストルによる雑誌「ウィークリー・スタンダード」の2006年の論説では、ポピュリストの共和党員を「共和党を反移民のノウ・ナッシング党に変えている」と非難した。「ニューヨーク・タイムズ」2007年5月20日号の主論説は、このとき提案されていた移民法案に関して「今の世代でのノウ・ナッシング」と述べていた。同じく「ニューヨーク・タイムズ」の2010年8月27日号では、ティモシー・イーガンが書いた『ノウ・ナッシングの国を造る』と題する論説で、バラク・オバマ大統領は米国生まれではなく、大統領になる資格はないとするバーサー運動を検討していた。

### 一次史料
- Frederick Rinehart Anspach. The Sons of the Sires: A History of the Rise, Progress, and Destiny of the American Party (1855) by K-N activist online edition at Google Books
- Samuel Clagett Busey. Immigration: Its Evils and Consequences (1856) online edition
- Anna Ella Carroll. The Great American Battle: Or, The Contest Between Christianity and Political Romanism (1856) online edition
- Fillmore, Millard. Millard Fillmore Papers Ed. by Frank H. Severance (1907) online edition
- The Wide-awake Gift: A Know-nothing Token for 1855 (1855) online edition